# Об (Мозел)
Об (фр. Aube) насеље је и општина у североисточној Француској у региону Лорена, у департману Мозел која припада префектури Мец Кампањ.
По подацима из 2011. године у општини је живело 261 становника, а густина насељености је износила 49,15 становника/km². Општина се простире на површини од 5,31 km². Налази се на средњој надморској висини од 240 метара (максималној 282 m, а минималној 219 m).

## Демографија
| 1962. | 1968. | 1975. | 1982. | 1990. | 1999. | 2011. |
| ----- | ----- | ----- | ----- | ----- | ----- | ----- |
| 185   | 193   | 180   | 182   | 211   | 203   | 261   |

График промене броја становника у току последњих година